# Campo Grande (São Paulo)
Pour les articles homonymes, voir Campo Grande (homonymie).

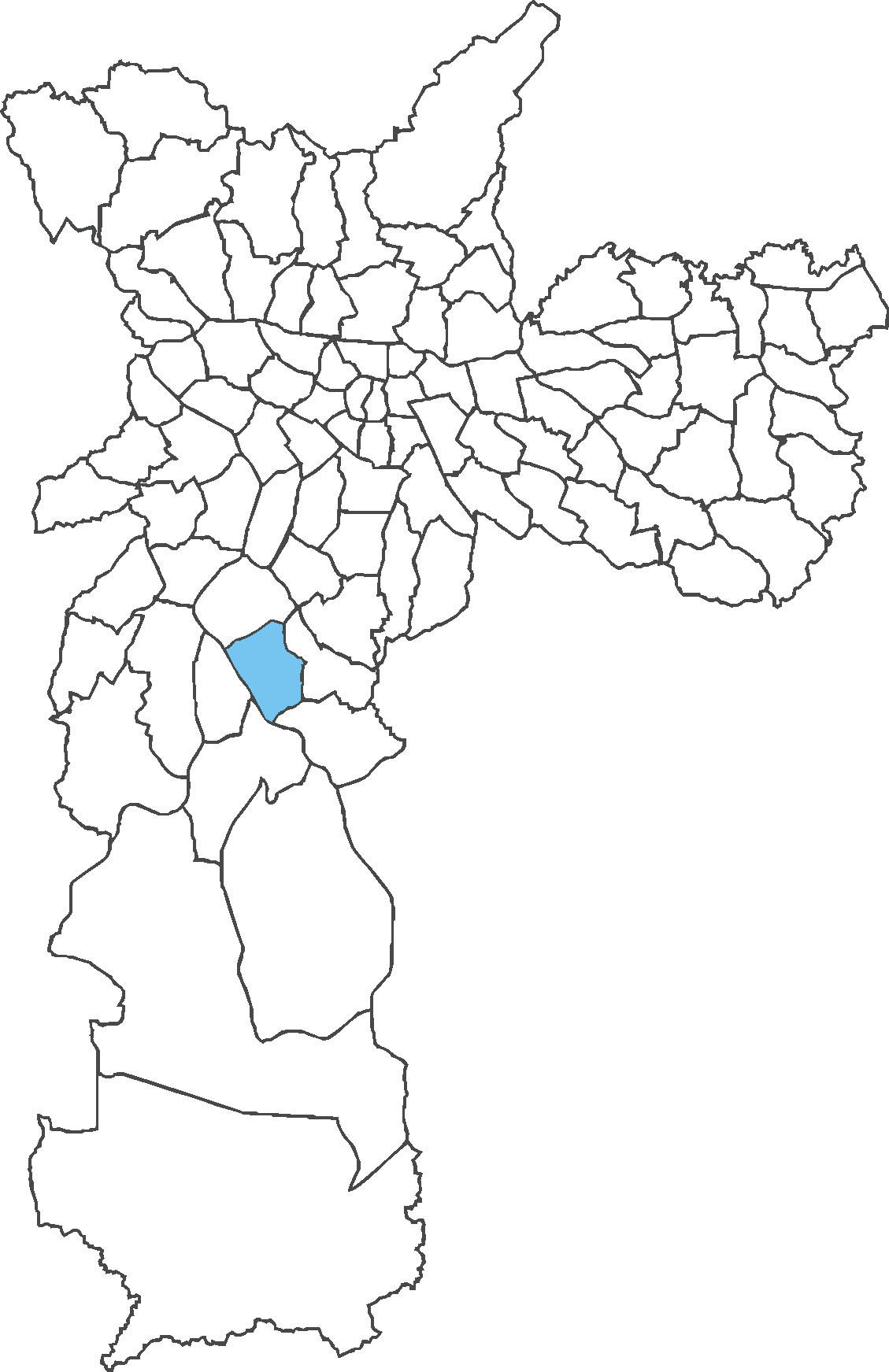
Campo Grande.png

Campo Grande est un district situé dans la zone centre-sud de la ville de São Paulo. La région du district est souvent confondue à tort avec le quartier d'Interlagos, qui est situé dans le district voisin de Socorro.

## Histoire
La région de Campo Grande est née d'une subdivision et d'une urbanisation, toutes deux réalisées par la Companhia City, à partir de 1953. Le quartier projeté n'a pas obtenu le rendement escompté, comme d'autres projets de construction réussis de la Cia. City dans la capitale de São Paulo ; la croissance constante de la région a mis un frein aux attentes d'un quartier planifié à l'époque. À partir des années 1970 et 1980, le quartier s'est développé en une grande zone résidentielle, autour des parcs industriels nouvellement installés, un fait qui est évident jusqu'à nos jours.

## Caractéristiques
Le district est délimité par les avenues Interlagos, Yervant Kissajikian, Washington Luis, Vitor Manzini / Ponte do Socorro et dans toute la limite sud-ouest, par la rivière Pinheiros ; ce tronçon de la rivière est également connu sous le nom de rivière Jurubatuba. Ce sont aussi les voies principales, avec l'avenue Nações Unidas et l'avenue Nossa Senhora do Sabará.
Les principales installations de fabrication du district sont : MWM do Brasil ; Avon ; Eurofarma ; Schneider Electric et Femsa.
Le terrain de golf le plus ancien et principal de la ville est situé dans le district, le São Paulo Golf Club, à proximité du quartier Jardim Bélgica. Toujours dans le district et situé à l'extrémité sud, sur les rives de la Pinheiros, se trouve la décharge de Santo Amaro.
Il abrite des usines, des sièges sociaux de complexes industriels de plusieurs multinationales, d'innombrables entrepôts isolés du secteur industriel, tous installés le long des avenues Nações Unidas et Engenheiro Eusébio Stevaux ; actuellement, certains sont désactivés et leurs terres sont incorporées par de grandes entreprises de construction.
Le district compte également trois équipes inondables très traditionnelles dans la région : Grêmio Campo Grande, Vila Anhanguera et Estrela. Il existe également des écoles traditionnelles telles que le Colégio Santa Maria, le Colégio Magister, le Centro Universitário SENAC et l'Escola Estadual Ibrahim Nobre, qui fait partie du programme d'enseignement intégral.
En plus de ce dynamisme du secteur industriel et de la construction civile, il existe de grands centres commerciaux tels que le Shopping Interlagos et le Shopping SP Market, et le Parque da Mônica. Deux cimetières d'importance régionale sont situés dans le district : Cimetière de Campo Grande et Cimetière de Congonhas, ce dernier dans le quartier Jardim Marajoara. Il est desservi par la Ligne 9 - Émeraude de la CPTM avec la gare de Jurubatuba ; très proche est également la gare de Socorro sur la même ligne.